# Pierre Charpentier
Pierre „d’Errip” Charpentier (Párizs, 1888. március 30. – ?) Európa-bajnok francia válogatott jégkorongozó, olimpikon.
Az olimpián az 1920-as nyárin vett részt a francia jégkorongcsapatban. A torna rendezésének mai szemmel több furcsasága is volt. A franciák egyből az elődöntőbe kerültek, ahol kikaptak a svédektől 4–0-ra, így nekik egy mérkőzés után véget is írt az olimpia. Helyezés nélkül a belgákkal együtt utolsóként zárták a tornát.
Az 1924. évi téli olimpiai játékokon visszatért a jégkorongtornára. A francia csapat a B csoportba került. Első mérkőzésükön kikaptak a britektől 15–2-re, majd az amerikaiaktól egy megsemmisítő 22–0-s vereség, végül legyőzték a belgákat 7–5-re. 2 pontjukkal nem jutottak be a négyes döntőbe.
A ISC Paris volt a klubcsapata. 1922-ben francia bajnok lett.
Az 1924-es jégkorong-Európa-bajnokságon aranyérmes lett.